# 藤堂明保
藤堂 明保（とうどう あきやす、1915年9月20日 - 1985年1月2日）は、日本の中国語学者・中国文学者。

## 来歴・人物
三重県阿山郡（のちの上野市、現伊賀市域）生まれ。家系は津藩伊賀上野城代の藤堂家。父の赴任により大連で育つ。1938年東京帝国大学支那哲学科卒業後、外務省研修員として北京へ留学する。そのまま応召し、1941年に現地で除隊、さらに通訳として軍務に従事する。敗戦を南京で迎え、その翌日には軍命でハノイへ飛び、1947年に中国経由で復員する。
帰国後は第一高等学校教授を経て、1950年に東京大学文学部専任講師、1954年に同助教授、1963年に同教授。東大紛争で全共闘支持を表明し、1970年、強行排除に抗議して辞職、その直後から『11PM』に出演して「女へんの漢字」を解説したり、1971年からはNHKテレビの『中国語講座』講師を担当するなど、マスコミでも活躍した。1972年より早稲田大学政治経済学部客員教授、1976年から日中学院長。

## 研究について
専門は音韻学で、1962年「上古漢語の単語家族の研究」で東京大学から文学博士号を授与される。漢字の意味（語源）の遡及において、字形の異同から共通する意義素を抽出しようとする伝統的な文字学の手法ではなく、字音の異同を重視し、字形が異なっていても字音が同じであれば何らかの意義の共通性があると考える「単語家族説」を提唱した。1970年に刊行された白川静の『漢字』を全否定し、白川の反論を受けている。日本の漢字改革についても発言したが、「単語家族説」の発想に基づいて、発音と意味の一部を同じくする漢字を統合することにより、字数を削減できると主張した。また、独自の観点に基づく『学研漢和大字典』を編纂し、漢文学の知識をよりわかりやすい形で提供する新しい漢和字典の嚆矢となった。

## 著書
- 中国語語源漫筆 （大学書林、1955年）
- 中国文法の研究 （江南書院、1956年）
- 中国語音韻論 （江南書院、1957年）
- 漢文概説 日本語を育てたもの （秀英出版、1960年）
- 漢字の語源研究 上古漢語の単語家族の研究 （学燈社、1963年）
- 言葉の系譜 （新潮社（ポケット・ライブラリ）、1964年）
- 漢字語源辞典 （学灯社、1964年）
- 漢字の知恵 その生立ちと日本語 （徳間書店、1965年、のち徳間文庫）
- 漢字の起源 （徳間書店、1966年、のち講談社学術文庫）
- 漢字と文化 （徳間書店、1967年、のち徳間文庫）
- 女へんの文字 （山王書房、1967年、のち角川文庫）
- 漢字の思想 （徳間書店（徳間ブックス）、1968年）
- 漢語と日本語 （秀英出版、1969年）
- 女についての漢字の話 （徳間書店、1970年）
- 狂 中国の心・日本の心 （中央図書、1971年）
- 中国 日本人として考えること （徳間書店、1971年）
- 漢字とその文化圏 （光生館、1971年）
- 中国の素顔を語る （学燈社、1972年）
- 「文明」への反逆 （中央図書、1972年）
- 中国名言集 （朝日新聞社、1974年）
- 中国名言集 続 （朝日新聞社、1975年、のち朝日文庫全3巻）
- 「武」の漢字「文」の漢字 その起源から思想へ （徳間書店、1977年）
- 西域紀行 シルクロードの歴史と旅 （日本経済新聞社、1978年、のち旺文社文庫）
- 中国語概論 （大修館書店、1979年）
- 賢者への人間学 中国の知恵 知者・能者・勝者 （産業新潮社、1980年）
- 漢字の話 1 （朝日新聞社、1980年）
- 漢字の話 2 （朝日新聞社、1981年、のち朝日選書、上下）
- 漢字文化の世界 （角川選書、1982年）
- 漢字の過去と未来 （岩波新書、1982年）
- 中国の歴史と故事 （旺文社文庫、1985、徳間文庫、1989年）
- 中国遺跡の旅 （上下、旺文社文庫、1985年）

### 共著・編著
- 中国古典の読みかた （近藤光男と共著 江南書院、1956年）
- 中国古典の読みかた 学習編 （近藤光男と共著 江南書院、1958年）
- 音注韻鏡校本 （小林博と共著 木耳社、1971年）
- 漢字まんだら （望月美佐と共著 読売新聞社、1972年）
- 学研漢和大字典 （学習研究社、1978年）
- 昭文漢字用語字典 （昭文社、1978年）
- 新訂中国語概論 （相原茂と共著 大修館書店、1985年）
- 中国の古典17 倭国伝 （学研、1985年） 竹田晃・影山輝國と共訳注
倭国伝 全訳注―中国正史に描かれた日本 （講談社学術文庫、2010年）

## 関係者
- 司馬遼太郎 - 藤堂の友人で、藤堂の中国語学の知識を高く評価していた。
藤堂が行った日中学院改築時の資金集めのバザーには司馬も協力した。
司馬の晩年のエッセイにも藤堂は登場している。藤堂の死にあたって「あの膨大な漢字の音韻の知識は、どこへいってしまうのだろう」と悼んだ。
- 加納喜光 - 藤堂は大学院時代の指導教官であり弟子筋にあたる。
- 高島俊男 - 大学院時代の指導教官は前野直彬であったが、藤堂は同時期の教官であり、その講義の模様などをエッセイにしている。
- ベルンハルド・カールグレン - 西洋の言語学を援用する上古音の復元研究を行い、藤堂が研究の基礎においた。